# Angela Aki
Kiyomi Angela Aki (安藝 聖世美 アンジェラ, Aki Kiyomi Anjera) mais conhecida por Angela Aki (アンジェラ・アキ, Anjera Aki), Itano, Tokushima, 15 de setembro de 1977), filha de pai japonês e mãe italo-americana, é uma cantora e compositora japonesa.
Angela Aki é fluente em japonês e inglês e foi criada no Japão, mas se mudou para o Hawaii com 15 anos. Depois se formou na Iolani School. De lá foi para a George Washington University, aonde se formaram grandes músicos e políticos.
Lançou primeiro um álbum indie nos Estados Unidos em 2000, chamado These Words, que recebeu muitos elogios da crítica especializada. Em 2005, no Japão, lançou um mini-álbum indie chamado ONE pela Virgo Music. Depois assinou um contrato com a Sony Japan. A voz de Angela chamou a atenção do compositor Nobuo Uematsu que a recomendou como cantora da música-tema do jogo Final Fantasy, da Square-Enix. Em 2005 foi apresentada como a cantora da música-tema de Final Fantasy XII, "Kiss Me Good-Bye", conseguindo assim alcançar uma audiência internacional.
Em maio de 2006 Angela assinou contrato com a Tofu Records para lançar álbuns e singles em inglês nos Estados Unidos. Seu primeiro lançamento com a Tofu foi "Kiss Me Good-Bye".
Em 2009 Angela Aki lançou o álbum Answer que alcançou a primeira posição no ranking semanal da Oricon, onde permaneceu na primeira posição por uma semana.

## Discografia

### Álbuns
| #                               | Informação                                                                                |                      |                      |                      |
| Álbuns independentes            | Álbuns independentes                                                                      | Álbuns independentes | Álbuns independentes | Álbuns independentes |
| ------------------------------- | ----------------------------------------------------------------------------------------- | -------------------- | -------------------- | -------------------- |
| 1.º Álbum                       | These Words - Lançado: 4 de janeiro de 2000                                               |                      |                      |                      |
| 2.º Álbum                       | One - Lançado: 9 de março de 2005 - Ranking anual da loja HMV de álbuns independentes: #1 |                      |                      |                      |
| Álbuns lançados pela Sony Music |                                                                                           |                      |                      |                      |
| 1.º Álbum                       | Home - Lançado: 24 de junho de 2006 - Posição no ranking semanal da Oricon: #2            |                      |                      |                      |
| 2.º Álbum                       | Today - Lançado: 19 de setembro de 2007 - Posição no ranking semanal da Oricon: #1        |                      |                      |                      |
| 3.º Álbum                       | Answer - Lançado: 25 de fevereiro de 2009 - Posição no ranking semanal da Oricon: #1      |                      |                      |                      |
| 4.º Álbum                       | Life - Lançado: 8 de setembro de 2010 - Posição no ranking semanal da Oricon: #5          |                      |                      |                      |
| 5.º Álbum                       | White - Lançado: 28 de setembro de 2011 - Posição no ranking semanal da Oricon: #4        |                      |                      |                      |
| 6.º Álbum                       | Songbook - Lançado: 11 de janeiro de 2012 - Posição no ranking semanal da Oricon: #11     |                      |                      |                      |
| 7.º Álbum                       | Blue - Lançado: 18 de julho de 2007 - Posição no ranking semanal da Oricon: por anunciar  |                      |                      |                      |

### Singles
| #           | Informação                                                                                                   |
| ----------- | --- |
| 1.º Single  | Home - Lançado: 14 de setembro de 2005 - Posição no ranking semanal da Oricon: #38                           |
| 2.º Single  | Kokoro no Senshi - Lançado: 18 de janeiro de 2006 - Posição no ranking semanal da Oricon: #13                |
| 3.º Single  | Kiss Me Good-Bye - Lançado: 15 de março de 2006 - Posição no ranking semanal da Oricon: #6                   |
| 4.º Single  | This Love - Lançado: 31 de maio de 2006 - Posição no ranking semanal da Oricon: #6                           |
| 5.º Single  | Sakura iro - Lançado: 7 de março de 2007 - Posição no ranking semanal da Oricon: #8                          |
| 6.º Single  | Kodoku no Kakera - Lançado: 23 de maio de 2007 - Posição no ranking semanal da Oricon: #9                    |
| 7.º Single  | Tashika ni - Lançado: 11 de julho de 2007 - Posição no ranking semanal da Oricon: #15                        |
| 8.º Single  | Tegami ~Haikei Juugo no Kimi e~ - Lançado: 17 de setembro de 2008 - Posição no ranking semanal da Oricon: #3 |
| 9.º Single  | Ai no kisetsu - Lançado: 16 de setembro de 2009 - Posição no ranking semanal da Oricon: #7                   |
| 10.º Single | Kagayaku Hito - Lançado: 14 de abril de 2010 - Posição no ranking semanal da Oricon: #6                      |
| 11.º Single | Hajimari no BALLAD/I Have a Dream - Lançado: 8 de junho de 2011 - Posição no ranking semanal da Oricon: #17  |
| 12.º Single | Kokuhaku - Lançado: 11 de julho de 2012 - Posição no ranking semanal da Oricon: por anunciar                 |

### DVDs lançados
- Angela Aki MY KEYS 2006 in Budokan - 28 de março de 2007
- Angela Aki Concert Tour 2007-2008 “TODAY” - 1.º de outubro de 2008
- Angela Aki MY KEYS 2008 - 26 de dezembro de 2008